# Giambattista Basile
Giovanni Battista Biagio Basile, meglio conosciuto come Giovan Battista Basile, firmatosi anche con lo pseudonimo anagrammatico di Gian Alesio Abbattutis (Napoli, 3 febbraio 1583 – Giugliano in Campania, 23 febbraio 1632) è stato un letterato e scrittore italiano di epoca barocca, primo a utilizzare la fiaba come forma di espressione popolare. Il suo capolavoro è Lo cunto de li cunti, noto anche come Pentamerone, le cui storie ispirarono e furono successivamente adattate da autori di fiabe come Charles Perrault, Hans Christian Andersen e i fratelli Grimm (esempi di ciò sono le versioni di Cenerentola, Rapunzel, Il gatto con gli stivali, La bella addormentata nel bosco, Hansel e Gretel ecc.).

## Biografia
Già nel '700 lo storico Santoro affermava le origini giuglianesi del Basile. Nel 1922 Andrea Taglialatela rinvenne un atto di battesimo che riportava verosimilmente la sua nascita avvenuta a Giugliano in Campania il 15 febbraio 1566, questo ripreso poi da altri studiosi fino a Emmanuele Coppola nel 1998. Questa ipotesi è stata messa in dubbio da uno studio del 2023, secondo il quale Basile sarebbe nato a Napoli il 3 febbraio 1583 (festa di San Biagio) e battezzato il giorno seguente 4 febbraio nella Chiesa di Sant'Anna di Palazzo):
La tesi sarebbe avvalorata sia dal nome di sua madre Cornelia Daniele sia dal fatto che anche Adriana Basile, sua sorella, sarebbe stata battezzata il 1586 nella stessa parrocchia con medesimi genitori:
Che la madre di Adriana, Margherita e Giambattista Basile sia Cornelia Daniele si evincerebbe dalle lettere manoscritte della p. 209 riportate da A. Ademollo, La bell'Adriana ed altre virtuose del suo tempo alla corte di Mantova, Città di Castello, S. Lapi, 1888.
Il Battesimo di Margherita: «Eodem die [13 mensis may 1595] io don Antonio Yolo ho baptizata Margarita Gioanna figlia di Francisco Antonio Basile, et di Cornelia  Daniele, habitanti sopra la Carità, per mammana Beatrice Monfreda,  per clerico Mercurio di Mauro.»
Domizio Bombarda affermerebbe che tra i fratelli di Adriana e Giovan Battista Basile ci fosse anche Giuseppe. Il battesimo di quest'ultimo: «A 22 di maggio 1599 don Giovan Labella coaiutore del sopradetto curato [don Sebastiano Ortiz] ha battizato Gioseppe figlio di Francesco Antonio Basile, et Cornelia Daniele, la comatre fu Giulia Gaetana, il clerico Domenico Cantelmo.»
Nell'Archivio di Stato di Mantova ci sono diverse lettere manoscritte che riguarderebbero le sorelle cantanti Adriana, Margherita e Vittoria Basile. In quella del 6/1/1617 Claudio Monteverdi scrive ad Alessandro Striggio suggerendo che Adriana Basile canti insieme alle altre due sorelle. Il battesimo di Vittoria Basile: «A dì 6 de luglio 1593 io don Giovan Andrea de Florio ho baptizato Vittoria figlia del magnifico Francesco Antonio Basile, la madre la magnifica Cornelia Daniele, abitano a Campanile. Lo compare lo magnifico Oracio Vallinodo, la commare la magnifica Vittoria Buonanno, per diacono Giovan Battista Testa.»
Questa tesi è stata di nuovo messa in discussione, in quanto si sostiene che le ipotesi che attribuiscono la nascita a Napoli avrebbero diverse incongruenze e, inoltre, deriverebbero da una non corretta attribuzione del vincolo di appartenenza familiare alla cantante Adriana Basile, della quale Basile sarebbe ‘‘fratello cugino’’, pertanto si ritiene verosimile la nascita a Giugliano.
Lo scrittore vantava un'amicizia con il letterato napoletano Giulio Cesare Cortese fin dai tempi dei banchi di scuola, così come ci ricorda lo stesso Cortese condividendo con l'amico la paternità della letteratura in napoletano: "Che la fortuna ammico me facette / Da che ghieva a la scola peccerillo", scrisse Cortese alludendo a Basile nel suo "Viaggio di Parnaso" (IV, 40, 3-4). Dopo un apprendistato giovanile (1599-1601) con il presunto nonno materno, il notaio Salvatore Daniele, presso gli uffici del Collaterale come aiuto-scrivano della "Regia Cancelleria, tra il marzo e la fine di maggio del 1604 sarebbe in Calabria, a Cosenza, da dove intrattenne una corrispondenza in napoletano con l'amico Cortese. Ma dopo il matrimonio della cantante Adriana Basile con il dottore in legge calabrese Muzio Barone, celebrato il 25 settembre dello stesso 1604 nella chiesa parrocchiale di Santa Maria Maggiore (detta anche la Pietrasanta), lasciò la sua città natale e vagò per l'Italia arruolandosi come soldato mercenario al servizio della Repubblica di Venezia, spostandosi tra Venezia e Candia (l'odierna Creta) e poi per le isole greche del Mediterraneo. In questo periodo, l'ambiente intellettuale della colonia veneta dell'isola gli permise di frequentare una società letteraria, l'Accademia degli Stravaganti, fondata da Andrea Cornaro.
I primi documenti della sua produzione letteraria risalirebbero al 1604, anno in cui scrisse le lettere citate dalla Calabria, pubblicate come prefazione alla Vaiasseide, all'amico Giulio Cesare Cortese. L'anno seguente, 1605, venne pubblicata dal liutista/organista della Cappella Reale napoletana Giovan Domenico Montella, la sua villanella Smorza crudel amore. Rientrato a Napoli nel 1608, pubblica il poemetto Il pianto della Vergine. Nel luglio del 1610 insieme al fratello musicista Donato era al servizio di Luigi II Carafa, quarto principe di Stigliano, al quale Giovan Battista dedicò una "favola marittima" autobiografica pubblicata nel 1611, Le avventurose disavventure; con la protezione del Carafa di Stigliano entrò nell'Accademia degli Oziosi fondata proprio il 3 maggio del 1611.
Alla fine del 1612, raggiunse Adriana Basile, celebre cantante dell'epoca, alla corte mantovana dei Gonzaga, dove dal maggio del 1610 era stata tenacemente voluta da Vincenzo I Gonzaga. Nel ducato lombardo Basile pubblicò durante i primi mesi del 1613 l'edizione integrale e revisionata delle sue opere in "toscano" presso i fratelli Osanna "stampatori ducali": madrigali dedicati alla sorella, odi, le Egloghe amorose e lugubri, la seconda edizione riveduta e ampliata de Il pianto della Vergine e la "favola pastorale" in cinque atti La Venere addolorata. In quello stesso periodo, il duca di Mantova Ferdinando Gonzaga lo nominò "cavaliere".
Tornato a Napoli nell'aprile dello stesso 1613, fu poi governatore di vari feudi per conto di alcuni signori meridionali, come Montemarano (1615) e Avellino (1619-1620), e quindi governatore vicereale di Aversa (1626). Nel 1617 curò la prima edizione delle rime di Galeazzo di Tarsia, nel 1618 uscì L'Aretusa, un idillio dedicato al principe Marino II Caracciolo di Avellino e l'anno seguente un testo teatrale in cinque atti Il guerriero amante.
La sorella Adriana divenne una celebre cantante che raggiunse il primato del canto nella penisola, ai tempi in cui si impose la figura della virtuosa da "camera" per le più importanti corti aristocratiche italiane. Adriana era nota come "la sirena di Posillipo" e fu grazie ai suoi buoni uffici che il fratello e altri suoi familiari ottennero importanti cariche pubbliche da parte di don Antonio Alvarez de Toledo, duca d'Alba, viceré spagnolo dal 1622 al 1629. Gianbattista non fu da meno, e curò la raccolta di componimenti di vari autori Teatro delle glorie della signora Adriana Basile sia nel 1623 che nel 1628 (quest'ultima edizione molto più corposa), dove modificò i titoli e inserì delle aposiopesi nei componimenti altrui
Giovan Battista Basile morì durante una violenta epidemia di difterite a Giugliano in Campania il 23 febbraio 1632, dove si trovava come governatore del feudo per conto di Galeazzo Francesco Pinelli, terzo duca di Acerenza, e venne sepolto nella chiesa municipale di Santa Sofia.
Le sue principali opere uscirono postume: Le Muse napolitane, nel 1635, ed il capolavoro Lo cunto de li cunti, negli anni 1634-1636, entrambe sotto lo pseudonimo di Gian Alesio Abbattutis.
Fu anche Conte di Torone.

### Opera
Al Basile si deve l'ideazione di un modello narrativo e del genere fiaba nell'opera Lo cunto de li cunti, overo lo trattenemiento de peccerille (Il racconto delle fiabe, o l'intrattenimento per i più piccoli; Napoli 1634-1636), redatto in lingua napoletana e pubblicato postumo per interessamento della sorella dell'autore, la celebre cantante Adriana Basile.
Questa opera della letteratura barocca compone, in una raffinata architettura, alcune persone e intrecci - come Cenerentola, La bella addormentata, Il gatto sapiente e altre - che ebbero in seguito larga diffusione nella cultura europea dell'epoca tanto da costituire, nelle varie elaborazioni successive, un patrimonio comune a tutta la cultura mondiale.
Lo cunto è un'opera preparata per il divertimento delle corti. Per la sua complessa struttura e il suo linguaggio teatrale si ispira alle tradizioni del racconto e a vari generi letterari e allestisce un prototipo della letteratura seriale muovendosi tra le regole della commedia dell'arte, del racconto rituale e del formulario alchemico.
L'opera mette in scena alcune parole d'ordine della Tradizione – la necessaria fuga simbolica e iniziatica dei giovani dai vincoli della famiglia patriarcale, il viaggio e i pericoli che comporta fino al confine con la morte, il cambiamento di status visibile anche sulla superficie del corpo - e i loro capricciosi regolatori - il Caso e la Fortuna, la Corte e il Principe, le Fate e gli Orchi, metafore filosofiche e metafisiche. È un'opera scritta nel periodo più folgorante del barocco e dell'invenzione della letteratura come strumento di conoscenza, di piacere e di dominio.
Innovativo, persino rispetto agli autori ottocenteschi, è il ruolo delle donne: a differenza degli stereotipi successivi, le donne di Basile - come, per esempio, Zoza la "principessa che non ride mai" e Porziella ne La pulce, che si ribella alle prepotenze del padre - sono molto diverse dalle protagoniste delle fiabe più vicine a noi, caratterizzate dalla remissività e dolcezza, al punto che Nicholas Jabber in I raccontastorie, sostiene che la storia della fiaba non sarebbe la stessa se a dominarla «fossero state le eroine di Giambattista - contestatrici, furbe, soggiogatrici,urlatrici, interruttrici - e non, invece, le bambole di carta più tardi uscite dalla penna di autori quali Charles Perrault e i fratelli Grimm».
I percorsi di questo libro sono una delle chiavi per osservare la cultura barocca e la sua letteratura, il momento della storia europea in cui si scoprono i mondi delle tecniche della comunicazione letteraria e i repertori remoti delle tradizioni marginali, le ferree regole dell'etichetta cortigiana e la furiosa vita della città e della piazza, i grandi viaggi e le culture della diversità. Sebbene ignorata per qualche tempo, l'opera ricevette enorme attenzione dopo che i fratelli Grimm lodarono l'opera come la prima raccolta nazionale di fiabe. Molte di queste fiabe sono tra le più vecchie versioni mai esistite di cui siamo a conoscenza. Esse includono le prime versioni europee conosciute di Raperonzolo, Cenerentola, Pollicino, il Gatto con gli Stivali ed altre ancora.
La lettura e la valutazione dell'opera di Basile è completamente cambiata negli anni settanta-ottanta del Novecento con gli studi di Michele Rak che ha prima ricostruito la tradizione della letteratura in lingua napoletana poi le opere di Basile come letterato di corte fino alla traduzione in lingua italiana con testo a fronte del 1983-1986 realizzata grazie a un lavoro sulle fonti nelle biblioteche storiche – dalla Biblioteca Apostolica Vaticana alla Biblioteca Nazionale di Napoli – che è servita di base per le traduzioni di Nancy Canepa (New York) e Rudolph Scheda (Zurigo) e infine completata con lo scenario dei primi trent'anni del Seicento napoletano nel volume.

Giambattista Basile trascorse molto tempo nelle corti dei nobili del Regno di Napoli; i racconti del Pentamerone sono ambientati nei boschi e nei castelli della Basilicata, e in particolare nella città di Acerenza.

La prima traduzione dell'opera in lingua italiana fu realizzata dalla tipografia Migliaccio a Napoli nel XVIII secolo.

## Riconoscimenti
Il 15 febbraio 2024 è stato emesso un francobollo commemorativo di Giovan Battista Basile.